# سیارک ۲۸۸۴
سیارک ۲۸۸۴ (به انگلیسی: 2884 Reddish، نامگذاری:1981ES22) دو هزار و هشتصد و هشتاد و چهارمین سیارک کشف شده‌است که در ۲ مارس ۱۹۸۱ کشف شد.
قدر مطلق سیارک برابر ۱۱٫۸۰ است.